# 平成三十年
『平成三十年』（へいせいさんじゅうねん）は、1997年6月1日から1998年7月26日にかけて『朝日新聞（朝刊）』に連載された堺屋太一の近未来小説。

## 概要
小説『団塊の世代』の続編ともいえる内容で、バブル経済の後の日本経済の推移を描いている。全体的に凋落傾向にある日本経済とその要因に関して克明に描いている。
2010年代に作中で政界に登場するのは架空の政治家だが、2000年代以前は池田勇人、田中角栄、田中真紀子等の実在の人物に言及されている場面がある。
連載終了4日後に著者自身が小渕内閣に入閣したため、誤字、脱字の修正、加筆による単行本化が4年後となったが、その際に小渕内閣以来という表現も追加されている。

## 物語
2017年（平成29年）6月1日の朝から2018年（平成30年）9月4日未明までの日本を舞台にし、産業情報省勤務の木下和夫の視点から描かれ、旧態依然としていて改革に及び腰で問題を先送りにする政府の無策を描き、徐々に衰退しつつある日本経済を克明に描く。国内の産業の空洞化、国際的な競争力の低下により貿易赤字に陥り、慢性的に円安で食料や原油等の資源の価格が高騰してそれに端を発したインフレにより名目GDPが伸びたことにより、一見財政危機は回避されたかに見えたが、少子高齢化による社会保険の負担の増大や受給額の減少は社会的に大きな問題になっており、政治には沈滞感、閉塞感が漂っている。

## 登場人物

### 産業情報省
木下 和夫
産業情報省通商局調査課長。1974年生まれ。1997年郵政省入省。
柴田 克也
産業情報省通商局長。1954年生まれ。1977年通商産業省入省。
前田 利男
産業情報省通商局政策課長。1966年生まれ。1989年通商産業省入省。
明智 三郎
産業情報局通商局次長。1960年生まれ。1983年通商産業省入省。
学究肌とか理想家タイプと評されており、議論好きが災いして省内での評判は芳しくない。
小西 行雄
産業情報省通商局調査課長補佐。1983年生まれ。
波多 初芽
産業情報省製造産業局自動車課課長補佐。1982年生まれ。2005年産業情報省入省。
佐々 正盛
産業情報省情報基盤政策局移動通信課長。1997年郵政省入省。
石田 光男
産業情報省製造産業局自動車課企画官。元大学助手で2017年4月に産業情報省入省。専門は予測数学。
黒田 幸一
産業情報省製造産業局自動車課企画官。元大学助手で2017年4月に産業情報省入省。専門は組織論。
平手 幹夫
産業情報省官僚。
不破 和則
産業情報省官僚。
福富 平太
産業情報省官僚。
杉原 定雄
産業情報省通商局調査課庶務主任。
中村 正夫
産業情報省大臣官房企画課庶務主任。
大谷 吉次
産業情報省職員。2012年産業情報省入省。
加藤 清
産業情報省職員。1994年生まれ。2017年産業情報省入省。
福島 正男
産業情報省職員。1994年生まれ。2017年産業情報省入省。
森 蘭子
産業情報省職員。1994年生まれ。2017年産業情報省入省。
別所 浩一
産業情報省通商局企画課首席補佐。2000年通商産業省入省。
大森 繁
産業情報省大臣官房企画課長。1992年通商産業省入省。
片桐
産業情報省近畿産業局商務課長。
小林
産業情報大臣事務秘書官。
斉藤 竜二
産業情報省製造産業局長。1978年通商産業省入省。
土岐 善麿
産業情報事務次官。1975年郵政省入省。
竹中 半治
産業情報省製造産業局自動車課長。1994年通商産業省入省。
原田 秀明
産業情報省大臣官房長。1979年入省。
長井 隼人
産業情報省官僚。
稲葉 一哲
産業情報省情報政策局長。1977年郵政省入省。
坂井 尚久
産業情報省産業政策局長。1977年通商産業省入省。
鍋島 直子
産業情報省九州産業局長。
青山 昇
産業情報省産業政策局長。1976年通商産業省入省。

### 中央政界
織田 信介
産業情報大臣。
1982年にアメリカのボストンの大学に留学し、その後に事業で成功をおさめ、2007年に無所属で衆院選に立候補して与党長老の今川元好を破って政界入りした。
足川 義明
元外務大臣。足川義春元内閣総理大臣の息子。
政界では無策無能と言われているが、スマートな長身とクリーンなイメージで世間には受けている。
三好 慶三
内閣総理大臣。山名健雄元首相の後任として、2015年8月に就任した。
スキャンダルがなくパフォーマンスが巧みで大衆の受けがよく、常に改革を唱えながら実際には引留め役に回る。
松永 秀久
内閣官房長官。政界の知恵者、新世紀の策士と呼ばれている。
議員秘書から県会議員を経て這い上がって来た。
浅井 政夫
織田派所属の国会議員。足利義明の親類。織田信介の先輩にあたる。
六角 禎一
厚生労働大臣。足利派長老で厚生族議員。
栃木県の選挙区選出の衆議院議員。
朝倉 景良
元産業情報大臣。商工族のドン。
毛利 元治
財務大臣。政策通の二世議員。
武田 信晴
与党幹事長。健康面で問題を抱えている。
上杉 虎太郎
元与党総務会長。三好の天敵。
40人を超える派閥の領袖。
岩成 通夫
国土交通大臣。若手の論客。官僚出身。
一色 友里
朝倉派所属の国会議員。
島津
与党総務会長。
仁科 次郎
与党幹事長代理。
佐々木次郎
内閣官房副長官。六角派所属の参議院議員。
北畠 信雄
織田派所属の参議院議員。
松平 康男
与党副幹事長。織田派所属の国会議員。織田信介の先輩にあたる。
北条 隼人
金融担当大臣。
藤原 成果
経済財政担当大臣。民間人閣僚。
細川 藤太
足川派所属の衆議院議員。足利義明の元秘書。
穴山 梅之
国会議員。武田側近。
石山 蓮三
中道連合党首。
丹羽 五郎
織田信介個人秘書

### 木下和夫の家族・親族・周辺
木下 平美
木下和夫の妻。専業主婦。
女子大を卒業して商社に勤めていたが、出産を機に退職した。
木下 成美
木下和夫の娘。物語の始まる当日17歳の誕生日を迎えた高校2年生。途中で3年生に進級。
帰国子女枠で中高一貫校の私立女子高に入っていたが、成績は振るわない。
木下 昭夫
木下和夫の父。団塊の世代。元大手銀行行員。川崎市近郊のニュータウン自治会長。
大手銀行で東京近郊の支店長を歴任し、2004年に退職。融資先の建材会社や銀行を早期退職した若者らが創業した情報処理会社の嘱託職員を経て2013年に引退した。
木下 弘子
木下和夫の母。
木下 市子
木下和夫の妹。旅行代理店「トラベル・マート」勤務。
木下 民治
木下和夫の叔父（父の弟）。備西森林組合組合長。
浅野茂
木下和夫の義父（妻の父）。昭和10年代生まれ。
元郵政省郵務局長。1962年郵政省に入省し35年勤務。天下りを経て2008年に完全引退。
神谷 甚平
高齢者支援サイト「遠い隣人の会」で平美が知り合った人物。
神谷 真理子
高齢者支援サイト「遠い隣人の会」で平美が知り合った人物。甚一の継母。
神谷 甚一
高齢者支援サイト「遠い隣人の会」で平美が知り合った人物。甚平の孫。小学2年生。途中で3年生に進級。
京極 あかね
木下成子の友人。

### 産業情報省以外の官界
山内 豊和
厚生労働省課長補佐。
千野 利久
日本国香港総領事。
筒井 順子
厚生労働省雇用審議官。
蜂須賀 章一
文部科学省課長級職員。
小早川 隆夫
財務省主税局長。

### 日本改革会議
高田 菊子
婦人団体会長。
本寺 佐光
労組議長。
知念 雅美
国際関係の学者。
九鬼 隆
テレビ局会長。
長谷川 松平
流通チェーン「ニチコ」相談役。
和田 守彦
「パーソナル電機」相談役。
狩野 徳太郎
青年会議所会頭。
山品 琴次
元東大総長の社会問題評論家。医学博士。日本改革会議副議長。
藤原 先久
元日本経団連会長。日本改革会議議長。

### マスコミ
里村 昇一
新聞記者。
尾形
テレビ局記者。
雑賀 孫六
評論家。司会者。

### 織田信介の周辺
滝川 益一
オワリコン社長。
生駒 吉乃
キヨス社長。

## 用語
産業情報省
総務省の旧郵政省部門が郵政三事業が公社として分離した後に第二次行政改革によって経済産業省と統合して誕生した官庁。
地域農林省
総務省の旧自治省部門が第二次行政改革によって他官庁と統合して誕生した官庁。
パーソナル・エンターテイメント
大型画面上で仮装による独り演技ができるコンピューター装置。略称は「パソエン」。
デジタルカメラが頭に付いたヘッドホン型センサーで顔の位置と輪郭を計り、手足や足腰に貼ったボタン型センサーで全身の動きを読み取り、動作指示画面の内容に従いながら動くことで、演者の顔写真が映し出された架空のビジュアルを身に着けた人物の動きが大型画面に映し出す仕組みとなっている。
顔ハメ看板をエレクトロニクス化したものとも表現されている。
安易さが受けたことでカラオケを凌ぐ宴席の人気余興となっており、装置は今やホテルの宴会場にも公民館にも必需品となり、町の大半のカラオケボックスにも配置されるようになった。
2017年（平成29年）時点で装置の数は日本で500万台、世界で2000万台にもなっており、ソフトの種類は約三万以上。パソエンの分野において、日本で織田が起業したオワリコンが演題の品揃えと技術的完成度の高さによってアメリカやインドの競合会社を圧倒するガリバー企業となっている。

## 書誌情報
- 平成三十年〈上〉 何もしなかった日本 朝日新聞社 2002年6月14日 ISBN 9784022577535
- 平成三十年〈下〉 天下分け目の「改革合戦」 朝日新聞社 2002年6月14日 ISBN 9784022577542
- 平成三十年 (上) (朝日文庫) 2004年1月30日 ISBN 9784022643247
- 平成三十年 (下) (朝日文庫) 2004年1月30日 ISBN 978-4022643254
- 「平成三十年」への警告: 日本の危機と希望を語る 朝日新聞社 2014年 ISBN 9784022614377